# 吳怡農
吳怡農（英語：Enoch Wu，1980年12月31日—），臺灣政治幕僚，出生於美國芝加哥，六歲（1986）時舉家返回台灣，高中時（1995）再度舉家赴美求學，耶魯大學經濟學系畢業後進入高盛集團赴香港工作。2013年離開金融業返台。2017年至2019年於國安會擔任專門委員。2020年吳怡農代表民主進步黨投入台北市第三選區的立委選舉的參選資格，最終以些微差距敗於尋求連任的國民黨籍立委蔣萬安。2020年5月成立社團法人「壯闊台灣聯盟」。2021年2月至2022年6月間，擔任民主進步黨台北市黨部主任委員。2022年10月份獲選時代雜誌次世代百大人物的未來領導者，同年11月獲民進黨徵召參選台北市第三選區的立委補選資格，但仍以5%之差敗給國民黨時任市議員王鴻薇。

## 早期
吳怡農出生於美国芝加哥，當時其父親吳乃德在芝加哥大学就讀政治學博士學位，「吳怡農」是吳乃德在黨外雜誌中所使用的筆名。父親完成博士學位後，於吳怡農6歲時舉家返回臺灣，在台北就讀國小與國中。1995年，吳怡農再度赴美就讀高中，1999年從菲利普斯埃克塞特学院畢業，並進入耶鲁大学。大學期間加入耶魯大學臺北社團(Yale Club of Taipei)，並在2000年陳水扁就任中華民國總統之後分析比較臺灣和中国大陆股票市場當前表現。 2003年獲得美國耶魯大學經濟學士學位。大學時期共同創立美國教育部America Counts計畫的耶魯分部。
2003年從耶魯大學畢業後，吳怡農進入高盛集團，在香港的亞洲特殊機會投資部工作，主要針對不同國家產業公司分析資金以及管理已經投資但表現不佳的公司。2013年，吳怡農離開高盛集團並放棄美國國籍返回台灣，2014年於中華民國陸軍航空特戰指揮部服役，2015年以義務役下士身分退伍。退伍後曾任記者，研究國安相關政策、報導國防新聞。

## 參政
2017年吳怡農獲時任行政院院長林全延攬進入辦公室任職參議，負責政府安全事務等跨部會專案。2017至2019年擔任國家安全會議專門委員，負責國土安全和基礎設施保護。

### 第十屆立法委員選舉
在2020年大選期間，吳怡農代表民主進步黨在臺北市第三選舉區（中山、北松山）參選立法委員。以國安議題作為選舉主要訴求，呼籲兵役改革、強化全民國防能力、提高軍事教育投資、平衡國防預算以建立可信嚇阻，同時亦大力呼籲推動降低投票門檻到18歲的理念。最終獲得99,539票，以四成五的得票率敗給尋求連任的中國國民黨籍立委蔣萬安，僅小輸6%，這也是民進黨在該區立委選舉中的最佳成績。

### 擔任民進黨黨職
2020年至2021年間，吳怡農擔任新境界文教基金會副執行長，並成立壯闊台灣聯盟。2021年2月至2022年6月間，擔任民主進步黨臺北市黨部主任委員。

### 第十屆立法委員補選
2022年，原臺北市第三選舉區立法委員蔣萬安已於臺北市市長選舉投票前兩週辭職，民進黨於11月30日徵召吳怡農參與補選。但因其在市黨部主委任內曾爆出黑道入黨等爭議，同時亦面臨民進黨剛受到九合一選舉衝擊以致在大環境不利的氛圍影響，最終未能勝選。然而吳怡農在此次選舉攻下上次小輸兩千餘票的中山區，成為繼陳水扁（1994年及1998年市長、2000年總統選舉的陳呂配）及蔡英文（2016年及2020年總統選舉的蔡陳配及蔡賴配）後，首位在中山區取得領先的民進黨人，同時也穩住在藍營大票倉松山區民生社區的基本盤。整體而言突破了三年前的紀錄，以47%的得票率、不到5%的差距落敗，創下民進黨在該區立委選舉史上最佳的成績。

## 觀點主張

### 國防
吳怡農認為，兵役改革最重要的是更新訓練內容，並擬定清楚的國土防衛任務。同時，他也認為應該要組織並訓練一般民眾面對災難的緊急應變能力，讓社會中所有人在危機時都知道自己的角色。吳怡農指出，台灣的國防預算已超過政府總預算的四分之一，所以必須投資在更有效的不對稱戰力。關於區域安全，吳怡農強調所有民主國家必須共同對抗中國的侵略，也呼籲建立區域安全聯盟。
2020年，吳怡農創立壯闊台灣聯盟，目標是透過提高公眾對國防政策的關注，並以政策倡議和公民參與來改善台灣的國家安全。為表彰吳怡農與壯闊台灣為台灣民間準備所做的工作，時代雜誌將吳怡農列入2022年次世代百大人物。時代雜誌評論：「吳怡農希望讓所有台灣公民都知道如何保衛自己的社區。在北京日益提高的威脅下⋯⋯吳怡農訓練公民在天災人禍下緊急應變的能力。」吳怡農將這份榮譽獻給壯闊台灣聯盟的志工、教官、NGO合作夥伴們。

### 公民權
吳怡農在2020選舉時期倡議降低公民權門檻至18歲；成立壯闊台灣聯盟後，他倡議18歲公民權的修憲應當獨立處理、優先推動，並且統計各立法委員對此項議題的支持度。2022年18歲公民權修憲案成功通過立法院會表決、進入公民複決階段，吳怡農持續以行動爭取社會大眾對複決案的支持。

### 經濟
吳怡農多次提醒台灣不能過度依賴專制政權，經貿合作應該盡可能與不同國家往來，並且專注於自身的供應鏈重整與產業升級，以避免對中國大陸地區貿易比重過高。

### 正面選舉
吳怡農支持香港民主運動、性平運動，重視能源安全和稅制改革。他於2023年立委缺額補選過程中，採用「正面選舉」為主軸的選戰策略，承諾不人身攻擊，只談政見，不掛廣告招牌和插旗子。選後仍希望未來正向、乾淨的選舉，能成為政治主流。

## 家庭及個人生活
他的父母親在大學時相遇。父親吳乃德博士是中央研究院的研究員，專門研究民族認同和轉型正義。母親林惠英曾任職廣告業，現於教育基金會擔任志工。吳怡農的妹妹吳怡慈是媒體新創公司鬼島之音的創辦人。
吳怡農的父親吳乃德在學生時期曾經是黨外運動雜誌《美麗島》的作者以及《新潮流雜誌》的編輯，在戒嚴時期致力推動台灣的民主改革。取得博士學位返台後，吳乃德受中央研究院民族學研究所研究人員投票通過聘任，但院方以吳乃德之「台獨主張」理由拒聘，歷經學者與媒體的聲援，院方最終改變立場，吳乃德於1991年正式進入民族學研究所。
吳怡農已於2022年10月與小10歲的顏采薇登記結婚。2024年5月，長女「Casey」誕生。
吳怡農視古巴革命領導人切·格瓦拉為偶像，希望自己也能像他一樣堅持理想、忠於理想。

## 選舉紀錄
| 年度 | 選舉屆數           | 選舉區           | 所屬政黨   | 得票數 | 得票率 | 當選標記 | 備註 |
| ---- | ------------------ | ---------------- | ---------- | ------ | ------ | -------- | ---- |
| 2020 | 第十屆立法委員選舉 | 臺北市第三選舉區 | 民主進步黨 | 99,539 | 45.40% |          |      |
| 2023 | 第十屆立法委員補選 | 臺北市第三選舉區 | 民主進步黨 | 54,739 | 47.27% |          |      |

## 外部連結
- 吳怡農立法委員競選官方網站 （页面存档备份，存于）
- 壯闊台灣 吳怡農的Facebook專頁
- 吳怡農的Instagram帳戶
- 吳怡農的X（前Twitter）
- YouTube上的壯闊台灣吳怡農頻道
- 壯闊台灣 _ 壯闊台灣、走向世界，這條路需要集結你我的力量。 （页面存档备份，存于）
- 吳怡農專欄 國防國安評論
- YouTube上的In Taiwan, outnumbered and outgunned but preparing with resilience training | 60 Minutes